# Élections régionales colombiennes de 2015
Les élections régionales colombiennes de 2015 ont lieu le 25 octobre 2015 afin de renouveler les gouverneurs des 32 départements colombiens, les députés des assemblées départementales, les alcaldes des municipalités, les conseillers municipaux et les ediles des Junta Administradora Local (Colombia) (es).